# Elezioni parlamentari in Norvegia del 1997
Le elezioni parlamentari in Norvegia del 1997 si tennero il 15 settembre per il rinnovo dello Storting.

## Risultati
| Liste                          | Voti      | %     | Seggi |
| ------------------------------ | --------- | ----- | ----- |
| Partito Laburista Norvegese    | 904 362   | 35,00 | 65    |
| Partito del Progresso          | 395 376   | 15,30 | 25    |
| Høyre                          | 370 441   | 14,34 | 23    |
| Partito Popolare Cristiano     | 353 082   | 13,66 | 25    |
| Partito di Centro              | 204 824   | 7,93  | 11    |
| Partito Socialista di Sinistra | 155 307   | 6,01  | 9     |
| Venstre                        | 115 077   | 4,45  | 6     |
| Alleanza Elettorale Rossa      | 43 252    | 1,67  | –     |
| Partito dei Pensionati         | 16 031    | 0,62  | –     |
| Rappresentanti Trasversali     | 9 195     | 0,36  | 1     |
| Partito Ambientalista I Verdi  | 5 884     | 0,23  | –     |
| Partito della Patria           | 3 805     | 0,15  | –     |
| Partito della Legge Naturale   | 2 207     | 0,09  | –     |
| Partito Comunista di Norvegia  | 1 979     | 0,08  | –     |
| Altri                          | 3 339     | 0,13  | –     |
| Totale                         | 2 584 161 | 100   | 165   |

Altri include (dati derivanti da sommatoria):
- Partito Conservatore Cristiano (Kristent Konservativt Parti, 1.386);
- Partito di Unità Nuovo Futuro (Samlingspartiet Ny Fremtid, 491);
- Alleanza Elettorale Bianca (Hvit Valgallianse, 463);
- Partito della Giustizia (Rettferdighetspartiet, 281);
- Partito Popolare Liberale (Det Liberale Folkepartiet, 258);
- Bambini/Anziani (Barn/Eldre, 246);
- Partito della Società (Samfunnspartiet, 214).